# Loðmundur (bergstopp)
Loðmundur är en bergstopp i republiken Island. Den ligger i regionen Suðurland, 140 km öster om huvudstaden Reykjavík. Toppen på Loðmundur är 1 429 meter över havet, eller 180 meter över den omgivande terrängen. Bredden vid basen är 0,77 km. Loðmundur ingår i Kerlingarfjöll.
Trakten runt Loðmundur är nära nog obefolkad, med mindre än två invånare per kvadratkilometer. Det finns inga samhällen i närheten. Trakten runt Loðmundur består i huvudsak av gräsmarker.